# Cistogaster globosa
Cistogaster globosa là một loài ruồi trong họ Tachinidae.